# Silvio Leonardi
Silvio Vincenzo Cesare Leonardi (Torino, 16 luglio 1914 – 21 aprile 1990) è stato un politico ed economista italiano.
Laureato in ingegneria, fu esponente del Partito Comunista Italiano. Ricoprì la carica di deputato dal 1963 al 1979, venendo eletto nella circoscrizione Milano-Pavia. Nel 1976 entrò a far parte della delegazione italiana al Parlamento europeo, ove fu confermato in occasione delle elezioni europee del 1979, eletto nella circoscrizione nord-occidentale.
Fece parte del comitato scientifico dell'Istituto lombardo di studi economici e sociali.